# Hirofumi Moriyasu
Hirofumi Moriyasu (født 23. april 1985) er en tidligere japansk fodboldspiller.
Han har spillet for flere forskellige klubber i sin karriere, herunder FC Gifu.